# Concordata entre a Santa Sé e Portugal de 2004
A Concordata entre a Santa Sé e Portugal de 2004 foi assinada por Portugal e a Santa Sé, em segredo, no dia 18 de Maio de 2004. Este tratado bilateral veio substituir a Concordata de 1940 e teve como objectivo renovar as relações entre a Igreja Católica e Portugal e redefinir o estatuto da Religião Católica nas relações dos cidadãos e das instituições católicas com o Estado Português.

## Texto
A Concordata de 2004 foi assinada pelo então primeiro-ministro Durão Barroso, por Portugal, e pelo Cardeal Angelo Sodano, pelo Vaticano.
Consta de 33 artigos, que podem ser resumidos da seguinte forma:
| Preâmbulo — | Apela aos laços históricos entre a Igreja Católica e Portugal e refere o papel importante da Concordata de 1940. |
| Art. 1.º —  | Reconhece a personalidade jurídica da Igreja Católica e estabelece relações diplomáticas entre as partes. |
| Art. 2.º —  | Faculta liberdade religiosa à Igreja Católica, seus fiéis e suas pessoas jurídicas. |
| Art. 3.º —  | Reconhece o Domingo e outros dias festivos Católicos. |
| Art. 4.º —  | Possibilita a cooperação a nível internacional entre a Igreja Católica e Portugal. |
| Art. 5.º —  | Estabelece a confidencialidade eclesiástica. |
| Art. 6.º —  | Isenta o clero dos deveres judiciais. |
| Art. 7.º —  | O Estado assegura protecção aos locais, sacerdotes e práticas Católicas. |
| Art. 8.º —  | Reconhece a personalidade jurídica da Conferência Episcopal Portuguesa. |
| Art. 9.º —  | Permite à Igreja Católica organizar-se territorialmente e nomear bispos, bastando apenas informar o Governo português, não sendo mais preciso obter o seu acordo, como na Concordata anterior (em que o o Governo podia vetar a escolha de um bispo feita pelo Papa).                                          |
| Art. 10.º — | O Estado reconhece personalidade jurídica civil a todas as entidades criadas pela Igreja Católica. |
| Art. 11.º — | Equipara as entidades referidas no art. 10.º às pessoas colectivas de idêntica natureza. |
| Art. 12.º — | Especifica que o art. 10.º também se aplica a entidades com fins de assistência e solidariedade. |
| Art. 13.º — | Confere efeitos civis ao casamento religioso, não sendo necessária a celebração prévia de um casamento civil. |
| Art. 14.º — | A data do casamento religioso é considerada a data do casamento para fins oficiais. |
| Art. 15.º — | Adverte gravemente os fiéis Católicos a não se divorciarem. |
| Art. 16.º — | O Estado reconhece a nulidade do casamento religioso, com efeitos civis, examinando apenas a forma e não o conteúdo da decisão eclesiástica. |
| Art. 17.º — | Estabelece a assistência religiosa e espiritual aos militares e agentes das forças de segurança. |
| Art. 18.º — | Estabelece a capelania hospitalar e prisional. |
| Art. 19.º — | Define as condições da Educação Moral e Religiosa Católica nas escolas públicas, como serviço de apoio às famílias. |
| Art. 20.º — | Reconhece os seminários como instituições superiores, bem como os títulos, graus ou estudos ali facultados. |
| Art. 21.º — | Permite à Igreja Católica estabelecer escolas em qualquer nível de ensino. |
| Art. 22.º — | Mantém afectos ao culto católico os imóveis religiosos classificados como monumentos nacionais ou de interesse público, sejam ou não propriedade do Estado. Esta regula todo o uso dos imóveis; ao Estado cabe a manutenção dos edifícios classificados que sejam propriedade do Estado.                       |
| Art. 23.º — | O Estado empenha-se na guarda dos bens eclesiásticos móveis e imóveis, e estabelece uma comissão bilateral para cooperar quanto ao seu uso. |
| Art. 24.º — | Limita a expropriação de bens imóveis afectos ao culto. |
| Art. 25.º — | O Estado empenha-se em afectar espaços a fins religiosos, dando à Igreja Católica direito de audiência prévia. |
| Art. 26.º — | Total isenção fiscal sobre rendimentos e bens da Igreja Católica destinados à sua missão espiritual, cultural e caritativa, e dedução fiscal nos rendimentos dos ofertantes. |
| Art. 27.º — | Inclusão da Igreja Católica no sistema de percepção de receitas fiscais. |
| Art. 28.º — | Possibilidade de desenvolvimento de outros acordos entre a Igreja Católica e o Estado. |
| Art. 29.º — | Estabelecimento de uma comissão paritária para levar a cabo a Concordata. |
| Art. 30.º — | Reconhecimento dos seguintes dias festivos católicos como feriados nacionais religiosos: Ano Novo e Nossa Senhora, Mãe de Deus (1 de Janeiro), Corpo de Deus, Assunção de Maria (15 de Agosto), Dia de Todos-os-Santos (1 de Novembro), Imaculada Conceição de Maria (8 de Dezembro) e Natal (25 de Dezembro). |
| Art. 31.º — | Ressalvadas as situações jurídicas anteriores. |
| Art. 32.º — | Regula a legislação complementar. |
| Art. 33.º — | Entrada em vigor. |